# Týnec (okres Břeclav)
Týnec (německy Teinitz) je obec v okrese Břeclav v Jihomoravském kraji. Žije zde přibližně 1 100 obyvatel.

## Historie
První písemná zmínka o vesnici pochází z roku 1244. V roce 1957 obec navštívil prezident Antonín Novotný.[zdroj?] Také katastru Týnce se k 25. červenci 1997 dotkla úprava státní hranice se Slovenskem.

## Obyvatelstvo
| Rok            | 1869 | 1880 | 1890 | 1900  | 1910  | 1921  | 1930  | 1950  | 1961  | 1970  | 1980  | 1991 | 2001  | 2011  | 2021  |
| -------------- | ---- | ---- | ---- | ----- | ----- | ----- | ----- | ----- | ----- | ----- | ----- | ---- | ----- | ----- | ----- |
| Počet obyvatel | 733  | 842  | 930  | 1 013 | 1 080 | 1 146 | 1 125 | 1 056 | 1 133 | 1 119 | 1 066 | 970  | 1 016 | 1 001 | 1 020 |
| Počet domů     | 162  | 188  | 190  | 189   | 209   | 224   | 268   | 308   | 298   | 301   | 313   | 341  | 354   | 376   | 373   |

## Obecní symboly
Znak a vlajka byly obci uděleny rozhodnutím předsedkyně Poslanecké sněmovny Parlamentu České republiky dne 26. května 2011.

## Sportovní aktivity
- TJ Sokol Týnec

## Pamětihodnosti
- Kostel Stětí svatého Jana Křtitele
- Památný strom – dub
- pomník T. G. Masaryka
- pomník obětem první a druhé světové války

## Osobnosti
- Cyril Jančálek (1891–1954), malíř a pedagog

## Galerie

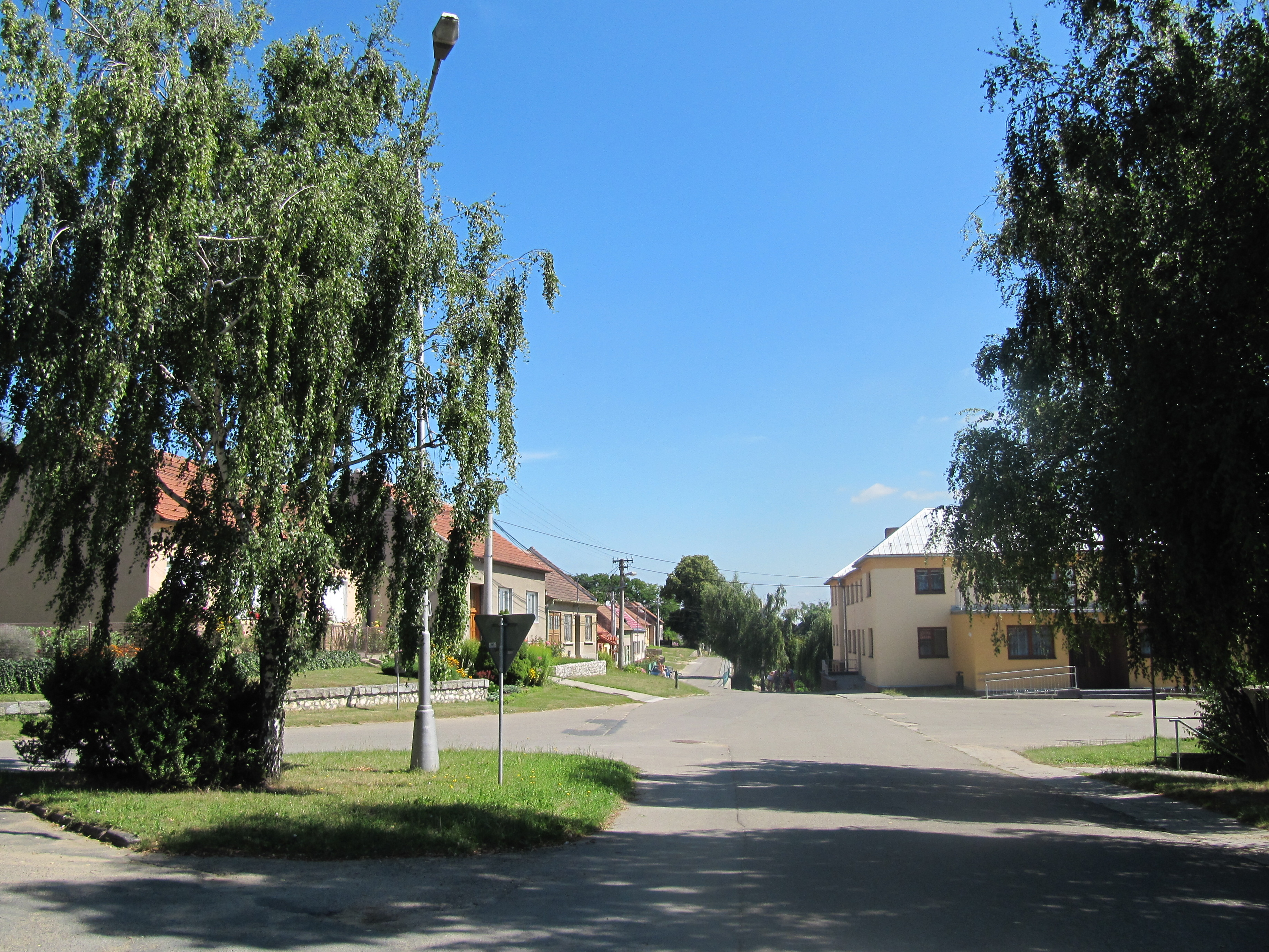
Náves
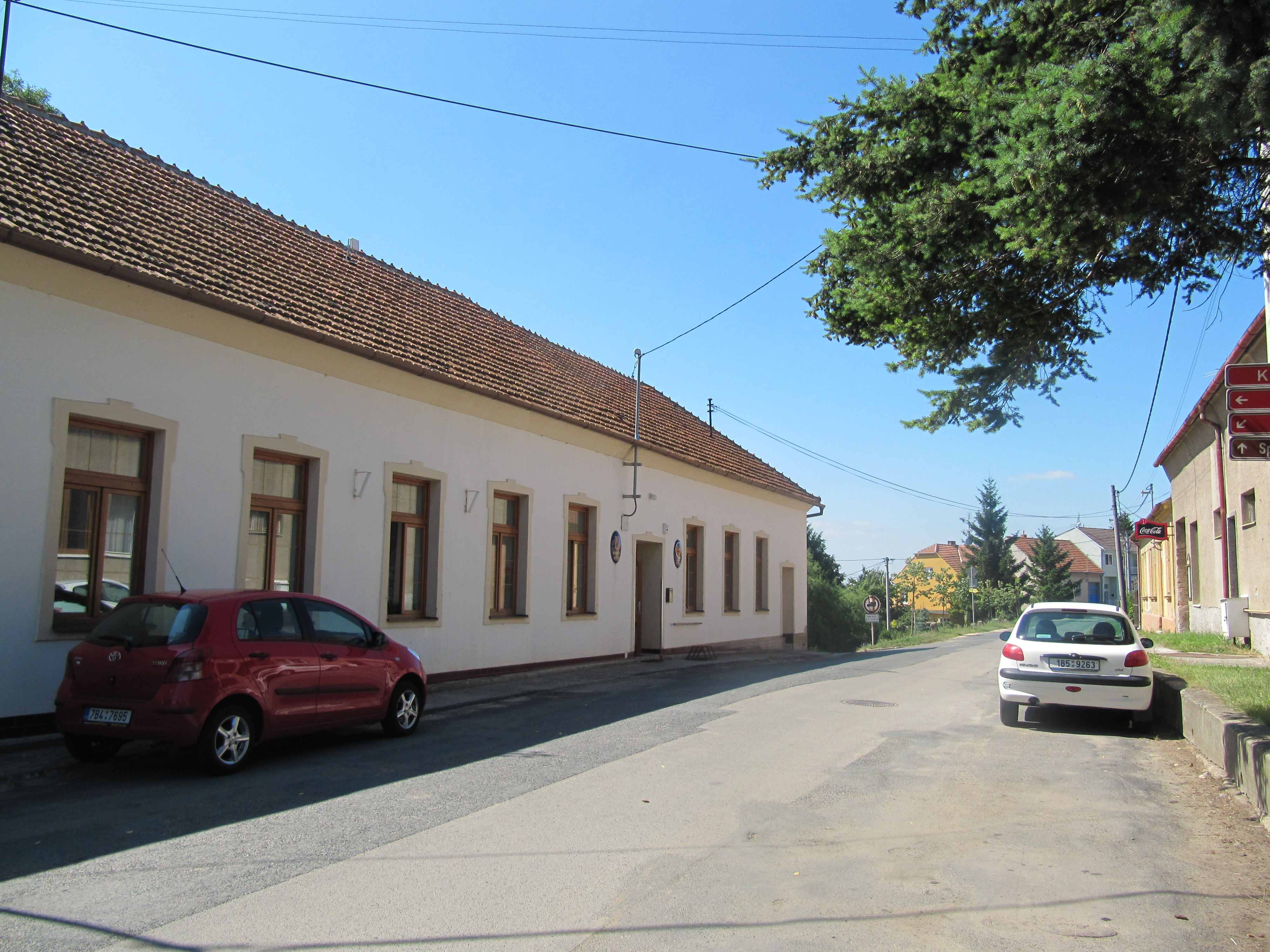
Obecní úřad
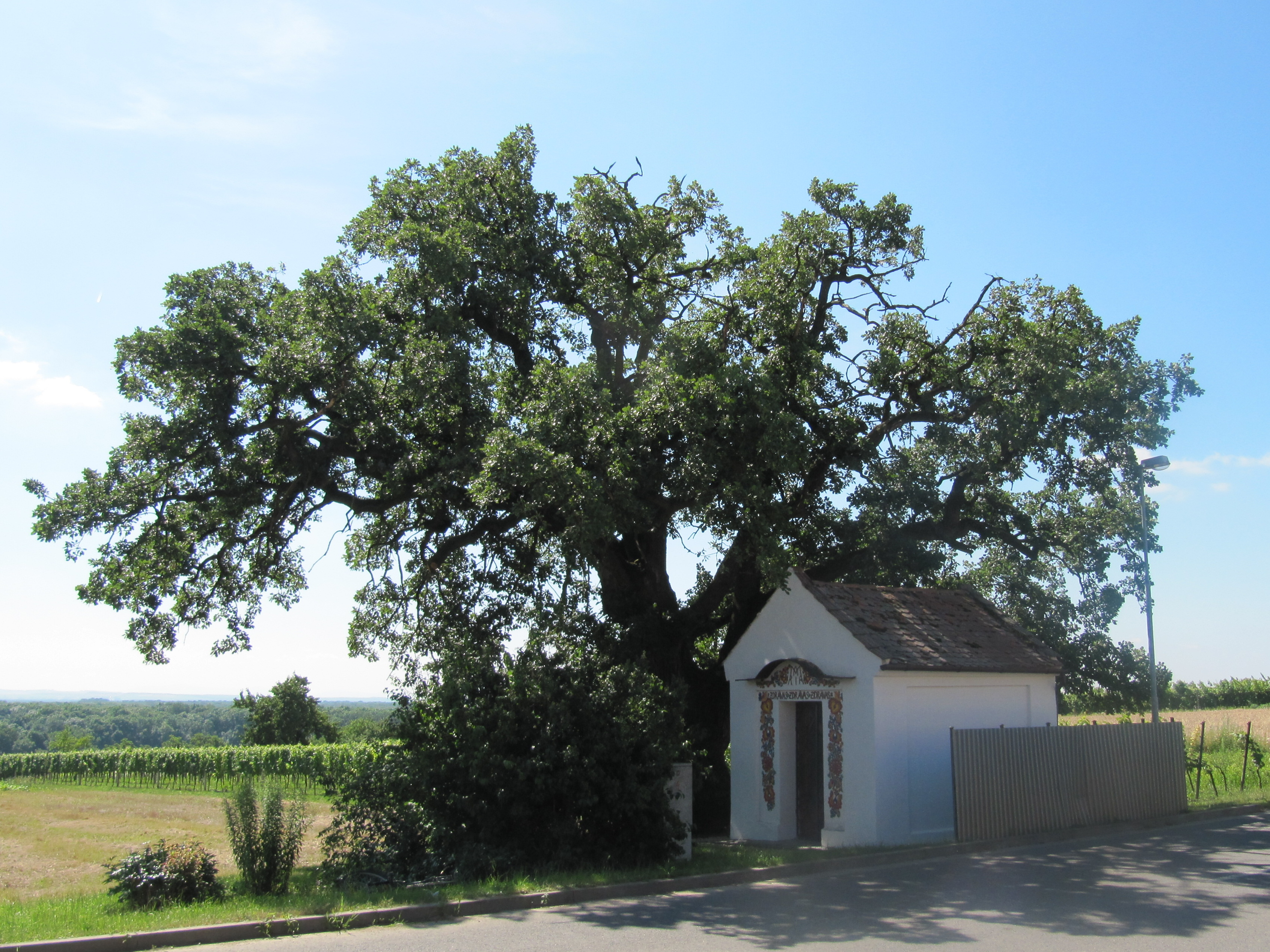
Památný dub a kaplička
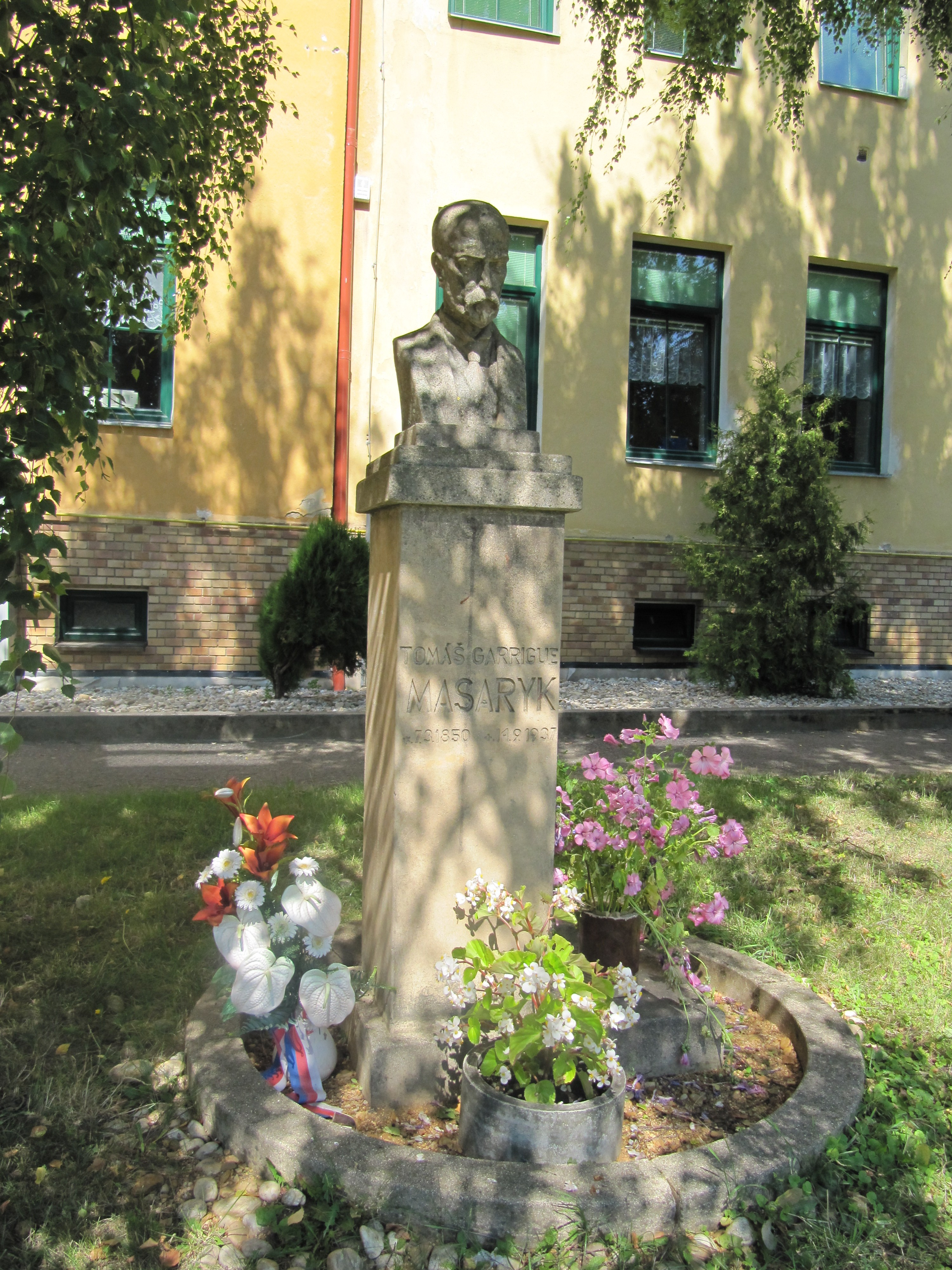
Pomník T. G. Masaryka před školou